# Article 33 de la Charte canadienne des droits et libertés
L'article 33 de la Charte canadienne des droits et libertés est une disposition de la Loi constitutionnelle de 1982 qui permet à un parlement d'éviter l'application de certains droits et de certaines libertés prévus dans la Charte canadienne des droits et libertés.
L'article 33 est communément appelé clause dérogatoire ou clause nonobstant (en anglais : notwithstanding clause). L'Office québécois de la langue française précise que ces expressions sont incorrectes et prescrit l'utilisation de l'expression disposition de dérogation. L'intitulé de l'article 33 en français, dans la marge du texte de loi, est « Dérogation par déclaration expresse ».

## Historique
L'article 33 a été ajouté à la Charte canadienne des droits et libertés à la demande des gouvernements provinciaux qui craignaient que cette charte ait trop d'impact.
Alors qu'il négociait le rapatriement de la Constitution du Canada, le ministre de la Justice Jean Chrétien a recommandé l'insertion de la disposition de dérogation dans la Charte canadienne des droits et libertés et le premier ministre Pierre Trudeau l'a accordé aux premiers ministres provinciaux.

## Effet
L'article 33 permet à une loi d'un parlement d'être valide malgré certains droits prévus à la Charte canadienne des droits et libertés.
Les parlements ne peuvent toutefois pas se servir de l'article 33 pour déroger à tous les droits prévus à la Charte canadienne des droits et libertés. Il ne peut être dérogé qu'aux droits et libertés prévus aux articles 2 et 7 à 15. Il ne peut pas être dérogé à certaines autres garanties constitutionnelles, comme le droit de vote, l'obligation du Parlement et de chaque assemblée législative provinciale et territoriale de se réunir au moins une fois par an et l'obligation de convoquer des élections tous les cinq ans. Essentiellement, la disposition dérogatoire vise les libertés fondamentales, les garanties juridiques et les droits à l'égalité.

## Procédure
Pour utiliser la disposition dérogatoire, un parlement doit adopter une loi à cet effet et préciser de quels droits il souhaite suspendre l'application. Il est possible pour un parlement d'adopter une loi qui soumet l'ensemble de ses lois à la disposition dérogatoire.
Une loi utilisant l'article 33 ne peut durer plus de cinq ans. Si le parlement souhaite prolonger la dérogation, il doit adopter une nouvelle loi à cet effet. Cette période vise à permettre la tenue d'élection entre l'adoption d'une loi dérogatoire et son renouvellement.

## Utilisation
L'article 33 a été peu utilisé depuis l'adoption de la Charte canadienne des droits et libertés en 1982.

### Au Québec
À la suite du refus du Québec de donner son accord à la Loi constitutionnelle de 1982, le Parlement du Québec a adopté en série des dispositions dérogatoires, notamment par la Loi concernant la Loi constitutionnelle de 1982. Cette loi prévoyait que toutes les lois québécoises s'appliquaient nonobstant la Charte canadienne des droits et libertés. La Cour suprême du Canada a jugé que cet usage tous azimuts était valide. Le Parlement du Québec a continué à adopter des dispositions dérogatoires systématiquement, jusqu'à l'élection de 1985 où le Parti québécois a perdu le pouvoir.
Une disposition dérogatoire a été ajoutée à la Loi 178, adoptée en 1988, afin de protéger la disposition de la Charte de la langue française qui empêchait l'affichage extérieur au Québec dans une autre langue que le français. Cette disposition dérogatoire n'a pas été renouvelée à son expiration en 1993 et l'affichage en anglais est maintenant permis à la condition que le français prédomine.
En juin 2019, une disposition dérogatoire a été ajoutée à Loi sur la laïcité de l'État.
De même, la Loi sur la langue officielle et commune du Québec, le français, entrée en vigueur le 1er juin 2022, contient aussi la disposition de dérogation, y compris la Charte de la langue française.

### Dans les autres provinces du Canada
La disposition dérogatoire n'a été utilisée qu'à quelques reprises dans le reste du Canada. Cependant, certaines provinces et territoires ont tenté d'utiliser la clause dérogatoire mais de courte durée. Jusqu'à présent, la Saskatchewan a réussi à adopter cette disposition suivant ainsi les usages qui en ont été faits au Québec.

#### Yukon, 1982
Premier gouvernement au Canada d'utiliser la clause de dérogation, l'Assemblée législative du Yukon l'a utilisée pour protéger le mode de nomination des membres de conseils. Malgré son adoption, la loi n'est toutefois jamais entrée en vigueur.

#### Saskatchewan, 1986
En 1986, l'Assemblée législative de la Saskatchewan a adopté la disposition dérogatoire pour protéger une loi obligeant le retour au travail de syndiqués, interdisant ainsi la grève et le lockout. Plus tard, la Cour suprême du Canada a jugé que la loi sur le retour au travail respectait la Charte canadienne des droits et libertés réalisant qu'il n'était pas utile d'adopter la clause dérogatoire.

#### Alberta, 1998
Le gouvernement de Ralph Klein a tenté d'adopter le projet de loi 26 sur la diminution des dédommagements aux 2800 victimes de stérilisation forcée, sans consentement, survenu entre 1927 à 1972, Lorsque le gouvernement a présenté le projet de loi 26, il y avait inclus la clause dérogatoire qui aurait supprimé les droits garantis par la Charte à des centaines de victimes de stérilisation forcée. Toutefois, le gouvernement a fait marche arrière et le projet de loi est abandonné.

#### Alberta, 2000
En 2000, l'Assemblée législative de l'Alberta a adopté une loi afin de définir le mariage comme une union restreinte aux couples hétérosexuels. Or, la définition du mariage au Canada est une compétence du Parlement fédéral. De plus, la loi est devenue caduque par la Cour suprême du Canada en 2004. S'il y avait aucun jugement, la clause dérogatoire serait expirée depuis mars 2005,.

#### Saskatchewan, 2015
À la suite de la décision de la Cour suprême du Canada du 30 janvier 2015, qui a annulé la Loi sur les services essentiels de la Saskatchewan, le premier ministre Brad Wall a envisagé d'adopter la disposition dérogatoire pour protéger la capacité de la province de forcer les employés à retourner au travail, mais la province a préféré modifier sa loi pour être conforme à la décision de la Cour suprême du Canada.

#### Saskatchewan, 2018
Le 1er mai 2017, l'Assemblée législative de la Saskatchewan a invoqué la clause dérogatoire pour annuler la décision de la Cour du Banc de la Reine concernant l'affaire Good Spirit School Division no 204 c. Christ The Teacher Roman Catholic Separate School Division No 212 pour les étudiants non-catholiques à fréquenter des écoles catholiques séparées financées par la province. Et le 30 mai 2018, la Loi sur la protection du choix d'école (Loi modifiant la Loi de 1995 sur l’éducation) a été adoptée. Cependant, la clause dérogatoire n'étais pas nécessaire lorsque la Cour d'appel a statué que la loi d'origine a été renversé en appel.

#### Ontario, 2018
En aout 2018, le gouvernement de l'Ontario a adopté la Loi sur l'amélioration des administrations locales (Loi 5), qui ordonnait au conseil municipal de Toronto de modifier ses limites électorales pour les prochaines élections municipales afin de les aligner sur les circonscriptions électorales fédérales et provinciales, soit de 47 à 25 quartiers. Le premier ministre de l’Ontario, Doug Ford, a déclaré que le conseil actuel avait « échoué à donner suite aux problèmes critiques auxquels la ville était confrontée » et a réclamé des économies de 25 millions de dollars au cours des quatre prochaines années. Le projet de loi était controversé à la fois pour son intention et au moment, alors qu’il était en pleine campagne électorale municipale. Les circonscriptions électorales avaient déjà été réalignées pour les élections de 2018 afin de passer de 44 à 47 quartiers, en regroupant plusieurs quartiers existants et en en ajoutant de nouveaux.
Le 10 septembre 2018, le juge de la Cour supérieure, Edward Belobaba, a déclaré inconstitutionnelle la loi, statuant que la population à peu près doublée qu’un seul membre du conseil devait représenter « brimait le droit des électeurs municipaux de voter. », et que la modification unilatérale des limites des circonscriptions électorales en pleine campagne entrave la liberté d'expression des candidats. Peu de temps après, Ford a annoncé son intention de déposer une loi autorisant l’invocation de la disposition dérogatoire pour annuler la décision.
Cependant, à la suite d'une décision de la Cour d'appel de l'Ontario, la décision de maintenir à 47 sièges a été suspendue considérant qu' « Il n'est pas dans l'intérêt public de permettre que les élections imminentes se déroulent sur la base d'une décision douteuse qui invalide une législation dument adoptée par la législature »  . Ainsi le gouvernement n'aura pas à recourir à la disposition de dérogation.
Nouveau-Brunswick, 2019
Le 22 novembre 2019, le Ministre de l'Éducation Dominic Cardy a déposé le projet de loi 11 (Loi concernant la preuve d'immunisation) rendant la vaccination obligatoire des élèves tout en supprimant les exemptions non-médicales à l'aide de la clause dérogatoire. Bien que la clause dérogatoire soit retirée du projet de loi en juin 2020, ce dernier est battu en troisième lecture.

#### Ontario, 2021
Au début de 2021, le gouvernement de Doug Ford a adopté la Loi sur la protection des élections en Ontario, qui limitait l'utilisation aux organisations du secteur privé de présenter des publicités en dehors des périodes électorales. En juin, la Cour Supérieur de l'Ontario a considéré que la loi viole la liberté d'expression, et rend caduque ces articles de la loi.
Cependant le gouvernement a adopté la Loi de 2021 visant à protéger les élections et à défendre la démocratie mais cette fois en incluant la clause de dérogation. En mars 2023, la Cour d'appel de l'Ontario a rejeté la loi mais cette fois c'est concernant un article qui n'était pas affecté par la clause, celui de la participation des électeurs.

#### Ontario, 2022
Le 3 novembre 2023, le gouvernement de l'Ontario a adopté une loi en imposant une nouvelle convention collectives aux travailleurs de soutiens en éducation qui faisait partie du Syndicat canadien de la fonction publique d'empêcher de faire la grève; le projet de loi inclut la clause dérogatoire dans le but d'interdire un syndicat de s'assembler, ce que c'est un droit constitutionnel,. Malgré cela, les travailleurs en éducation ont manifesté malgré l'interdiction.
Devant le tollé, le gouvernement provinciale est lourdement critiqué face à cette loi. D'autres syndicats ont menacé de manifester contre cette loi par solidarité. Résultat, le gouvernement a réussi à trouver une entente avec le SCFP que la loi soit abrogé et les travailleurs cessent la grève. Les négociations ont continué pour un nouveau contrat de travail.

#### Saskatchewan, 2023
Le premier ministre Scott Moe a déclaré que la province envisage d'utiliser la clause dérogatoire afin de supporter une politique qui exige que les parents doivent informer et approuver peu importe le nom et le changement de pronom demandé de leur enfant avant qu'il ne soit reconnu à l'école. Tout a commencé lorsqu'une action en justice a été déposé par divers groupes de pression représentant les intérêts LGBT contre cette loi. Bien que le Saskatchewan Advocate for Children & Youth a publié un rapport contre cette politique, une Tribunal de Régina a accordé une injonction pour cesser cette politique.
Cependant, le projet de loi intitulé Education (Parents' Bill of Right) Amendment Act, 2023, a été adopté avec la clause nonobstant.

### Au niveau fédéral
Le gouvernement du Canada n'a jamais adopté cette clause depuis sa création.

## Texte
« 33. (1) Le Parlement ou la législature d'une province peut adopter une loi où il est expressément déclaré que celle-ci ou une de ses dispositions a effet indépendamment d'une disposition donnée de l'article 2 ou des articles 7 à 15 de la présente charte.

(2) La loi ou la disposition qui fait l'objet d'une déclaration conforme au présent article et en vigueur a l'effet qu'elle aurait sauf la disposition en cause de la charte.

(3) La déclaration visée au paragraphe (1) cesse d'avoir effet à la date qui y est précisée ou, au plus tard, cinq ans après son entrée en vigueur.

(4) Le Parlement ou une législature peut adopter de nouveau une déclaration visée au paragraphe (1).

(5) Le paragraphe (3) s'applique à toute déclaration adoptée sous le régime du paragraphe (4). »

— Article 33 de la Charte canadienne des droits et libertés